# Cryptopygus cisantarcticus
Cryptopygus cisantarcticus är en urinsektsart som beskrevs av Wise 1967. Cryptopygus cisantarcticus ingår i släktet Cryptopygus och familjen Isotomidae. Inga underarter finns listade i Catalogue of Life.